# Penneschaft
De penneschaft (Tubularia indivisa) is een hydroïdpoliep uit de familie Tubulariidae. De poliep komt uit het geslacht Tubularia. Tubularia indivisa werd in 1758 voor het eerst wetenschappelijk beschreven door Carl Linnaeus.

## Beschrijving
De stengel van deze hydroïdpoliep bestaat uit een taai, geelachtig gekleurde buis. Hoewel deze poliepen in principe solitair zijn, staan ze vaak in groepjes bijeen (waarbij sommige steeltjes tegen elkaar aangroeien en jongere poliepen kunnen ook op steeltjes van oudere poliepen groeien). De kleur van de poliep is lichtroze tot rood en bestaat uit een centrale cirkel van orale tentakels omringd door blekere maar grotere aborale tentakels. Gonotheca ontstaan binnen deze binnenste set van tentakels. Totale hoogte 100–150 mm, diameter van de poliep en tentakels ongeveer 15 mm.

## Verspreiding
Penneschaft komt voor aan beide zijden van de Noord-Atlantische Oceaan, de Noorse Zee en Het Kanaal. In Nederland algemeen in de Noordzee, langs de Noordzeekust, in Zeeland en in het Waddengebied.